# Sankt Johann am Tauern
Sankt Johann am Tauern is een plaats en voormalige gemeente in de Oostenrijkse deelstaat Stiermarken.
Sankt Johann am Tauern telt 528 inwoners.

## Geschiedenis
'Sankt Johann am Tauern maakte deel uit van het district Judenburg tot dit op 1 januari fuseerde met het district Knittelfeld tot het huidige district Murtal. Op diezelfde dag fuseerde Bretstein, Oberzeiring, Sankt Johann am Tauern en Sankt Oswald-Möderbrugg tot de gemeente Pölstal.
- Gemeinsame Normdatei: 4436770-3
- Nationale Bibliotheek van Tsjechië: ge1096085
- Virtual International Authority File: 248709886